# Basta (Zeitschrift)
Basta! war ein 1983 gegründetes und 1994 eingestelltes österreichisches Monatsmagazin.

## Geschichte
Die erste Ausgabe von Basta erschien im April 1983. Als Gründer des Magazins traten die Brüder Wolfgang Fellner und Helmuth Fellner auf. Der Name beruht auf einer „Wortspende“ von André Heller, und der energische Schriftzug des Titels ist von seinem Album Basta (1978) übernommen. Chefredakteure waren Wolfgang Fellner und Wolfgang Maier.
Ihre Anfänge nahm die Zeitschrift 1983 in einem kleinen Redaktionsbüro im 5. Bezirk in Wien, wo auch schon das von den Brüdern Fellner gegründete Jugendmagazin Rennbahn-Express seinen Sitz hatte. 1984 verkauften die Brüder allerdings beide Medien (bzw. den Verlag) anteilig an die Kuriergruppe.
Im Juni 1994 erschien die letzte reguläre Ausgabe von Basta. Von Juli 1994 bis September 1995 erschienen nach der Fusion mit dem Wiener noch 15 Ausgaben als Wiener Basta, danach wurde der Wiener wieder unter seinem gewohnten Namen herausgegeben. Zuvor gab es in der Basta-Redaktion massive Widerstände gegen die Übernahme durch den Wiener, doch der Verkauf war beschlossene Sache seitens des Eigentümers.

## Allgemeines

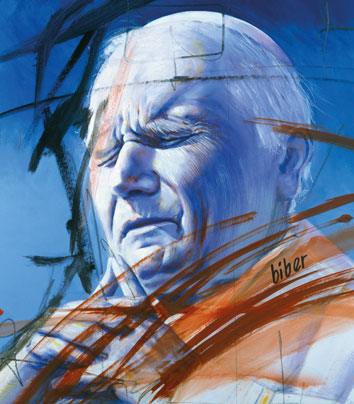
Papst Johannes Paul II. von Alfred Biber (Titelblatt)

Bekannt wurde Basta unter anderem durch ein angebliches Interview mit dem Spitzenkandidaten der bürgerlichen Grünen (VGÖ) Herbert Fux über dessen Sexualleben, das sich freilich als weitgehend erfunden herausstellte. Auch andere Prominente wurden mit mehr oder weniger wahrheitsgemäßen  Sexstories bedacht, die aber ohne politische Bedeutung blieben. Fux allerdings gewann zwar den auf den gefälschten Artikel folgenden Prozess, verlor aber aufgrund der durch den Artikel in Basta stimulierten internen Kontroverse mit Alexander Tollmann die Nationalratswahl vom 24. April 1983, bei der seine Gruppierung zunächst als chancenreich gegolten hatte.

„Der harmonische Einklang zwischen Fux und Tollmann sollte aber nur von kurzer Dauer sein. Grund des Zerwürfnisses waren Passagen eines Interviews von Herbert Fux in der Zeitschrift „Basta“, gegeben nach seiner Aufstellung für die VGÖ, die das Intimleben von Fux betrafen. Herbert Fux selbst betonte stets, dass er völlig falsch, ja erfunden zitiert wurde und klagte „Basta“ auch erfolgreich deswegen. Alexander Tollmann muss aber, trotz der Beteuerungen von Fux, das Vertrauen in den prominenten Kandidaten seiner Liste verloren haben. Beide wurden so zu politischen Opfern eines in Teilen nachweislich gefälschten Interviews.“

Bei Basta tätige Journalisten waren unter anderem:
- Conny Bischofberger (heute Interviewerin bei der Kronen Zeitung)[3]
- Dieter Chmelar (zunächst als Sportchef, heute beim Kurier)
- Andreas Dressler
- Michaela Ernst (heute Co-Founder und Chefredakteurin von SHEconomy, die neuen Seiten der Wirtschaft. Autorin, Speakerin)
- Euke Frank (heute Woman-Chefredakteurin)
- Josef Galley (danach bei News und Österreich, zwischenzeitlich Pressesprecher im Bundesministerium für Unterricht, Kunst und Kultur bei Ministerin Claudia Schmied)
- Angelika Hager (bekannt als Polly Adler)
- Thomas Kralicek (heute RTL)
- Walter Mayer
- Susi Riegler
- Werner Schima (heute Chefredakteur bei Österreich)
- Alwin Schönberger (heute profil)
- Marga Swoboda († 2013, langjährige Kolumnistin bei der Kronen Zeitung)[4]
- Kulturjournalist Heinz Sichrovsky
- Tino Teller (heute bei News)
- Andreas H. Ubell (heute sendungsverantwortlicher Redakteur bei ATV und Schau TV)
- Karl Wendl (heute bei Österreich)
- Manfred Klimek (Fotograf)
- Gregor Wagner (Fotograf – heute Kommunikationschef beim Forum Mobilkommunikation)
- Ricardo Herrgott (Fotograf)
- Martin Vukovits (Fotograf)

Als Chefredakteur fungierte Werner Schima (später Chefredakteur bei News und heute bei Österreich). Die Sonderteile betreute Christian Neuhold. Für die Musikkritiken sorgte der inzwischen verstorbene Rennbahn-Express-Chef Peter Leopold. Nachdem die führenden Basta-Redakteure, darunter auch Schima, für die News-Gründung Wolfgang Fellner folgten, übernahmen für einige Wochen Dieter Chmelar, Angelika Hager und Heinz Sichrovsky die Leitung der Redaktion.
Danach wurde über den Kurierkonzern (vertreten durch Peter Rabl) Robert Sterk als Chefredakteur gegen den Willen der Redaktion installiert. Chmelar, Galley und Ubell als Betriebsräte versuchten dies abzuwenden, blieben aber erfolglos. Auch ein Streik gegen Sterk blieb bei den Vertretern des Kurier-Konzerns ohne Wirkung.
Sterk, zuvor beim Wiener stellvertretender Chefredakteur, leitete Basta bis zur Einstellung erfolglos, vor allem deswegen, weil ein Großteil der Redaktion seiner Blattlinie nicht folgen wollte. Die meisten Redaktionsmitglieder verließen Basta noch vor dem Ende.
Basta wurde medial zeitweilig stark wahrgenommen und auch von Tageszeitungen zitiert. Zu den bekannteren Beiträgen aus der Anfangsphase der Zeitschrift zählen Der geheime Regierungsbunker, Hans H. Groer beichtete bei Basta und Die Kanonenaffäre (Noricum-Skandal). Das Blatt berichtete auch zum Lucona-Skandal. Mediale Beachtung fanden auch „Aktionsreportagen“ wie das „Aids KZ“ oder „Der falsche Waldheim in Falkenstein“.
Das Magazin hatte im Laufe der Jahre verschiedene Untertitel bzw. Titelzusätze, unter anderem: Österreichs erste Illustrierte, Illustrierter Gesprächstoff für Österreich und Das Magazin am Puls der Zeit.